# 夏尔-路易·菲利普
夏尔-路易·菲利普（法語：Charles-Louis Philippe，法語發音：[ʃaʁl lwi filip]；1874年8月4日—1909年12月21日），法国诗人、文学评论家、专栏作家和小说家。他是《新法国评论》杂志的创始人之一。其友人——作家莱昂·韦尔特称，夏尔-路易·菲利普是民粹主义文学的先驱之一。